# Catharina Goeting-Stultiëns

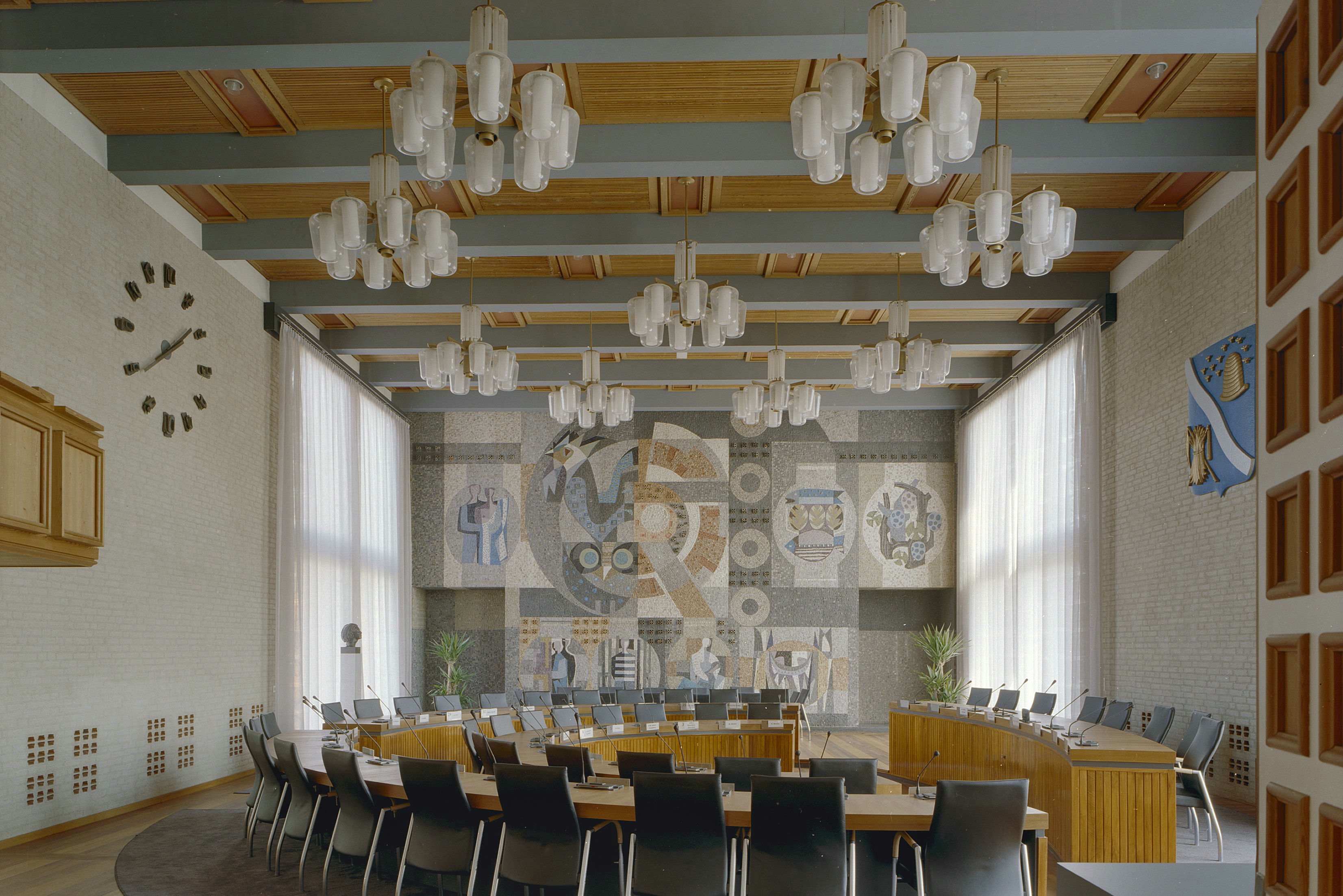
Catharina en Jan Goeting (ca. 1962-1963), mozaiëkwand raadzaal Hengelo (O)

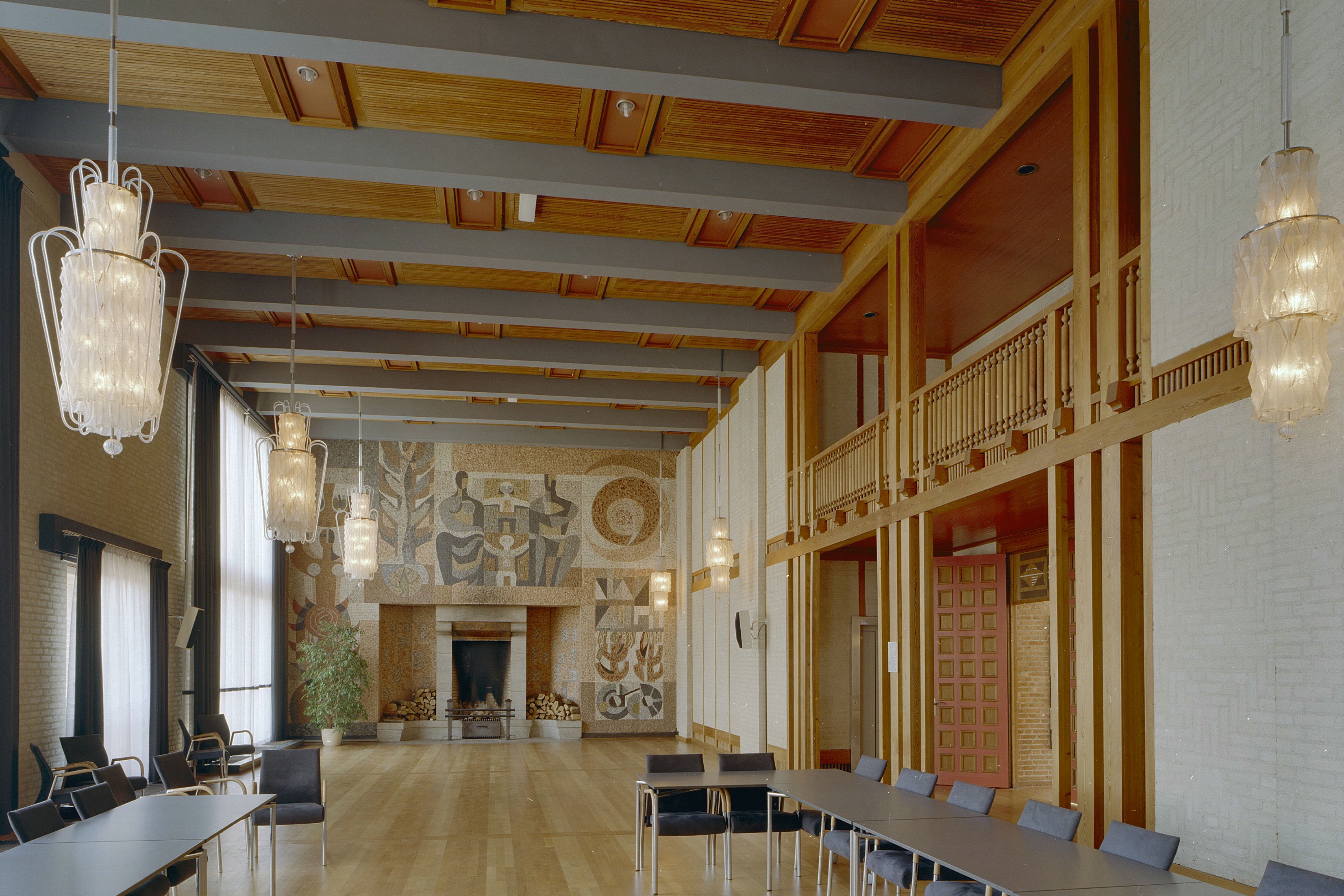
Catharina en Jan Goeting (ca. 1962-1963), mozaiëkwand burgerzaal Hengelo (O)

Catharina Godefrida Theodora Eliza Goeting-Stultiëns (Den Haag, 7 juni 1912 – Den Haag, 19 maart 1987) was een Nederlandse kunstenaar.
Goeting-Stultiëns was echtgenote van Jan Goeting en moeder van Joep Goeting. Ze volgde een opleiding aan de Koninklijke Academie van Beeldende Kunsten in Den Haag. Ze werkte in verschillende disciplines en technieken als olieverf, grafiek, aquarel, mozaïek, pastel en textiel.
Goeting-Stultiëns werkte regelmatig samen met haar man, maar vervaardigde ook veelvuldig individueel monumentaal werk. Zo maakte ze bijvoorbeeld wandkleden voor het provinciehuis in Middelburg (1960) en voor de trouwzaal van het stadhuis te Vlissingen. Haar werk bevindt zich in diverse musea en privécollecties. Ze was lid van de Haagse Kunstkring en Pulchri Studio.
In de winter van 2017/2018 werd er een expositie gewijd aan het werk van de leden van het gezin Goeting in Huize De Paauw in Wassenaar.